# Idris coloris
Idris coloris är en stekelart som beskrevs av Kononova 1995. Idris coloris ingår i släktet Idris och familjen Scelionidae. Inga underarter finns listade i Catalogue of Life.